# Секста
Секста е музикален интервал, при който два тона в рамките на диатоничната тоналност остоят помежду си на шест степени. В хармонията практически представлява обращение на терцата и подобно на нея може да бъде голяма, малка, увеличена и умалена. Така например в рамките на тоналността ла минор тоновете „до“ от първа октава и „ла“ от първа „октава“ отстоят помежду си на секста, а същите до (от първа откава) и ла (от малка октава) отстоят помежду си на терца.